# Église Sainte-Suzanne de Sainte-Suzanne (Ariège)
Pour les articles homonymes, voir Église Sainte-Suzanne.
L'église Sainte-Suzanne de Saint-Suzanne est un édifice de style roman du XIIe siècle sur la commune de Sainte-Suzanne, dans le département de l'Ariège, en région Occitanie.

## Description
C’est une église romane à simple nef avec trois absides et un clocher-mur à trois arcades.
Outre divers décors romans sculptés, des fresques romanes ont été découvertes puis restaurées.

## Localisation
Elle se trouve au village à 240 m d'altitude.

## Historique
S'y trouvent les reliques de sainte Suzanne de Rome, martyre du IIIe siècle.
L'église a été très endommagée en 1568, durant les guerres de Religion.
L'église et ses peintures font l'objet d'un classement au titre des monuments historiques par arrêté du 28 août 1989.

## Galerie

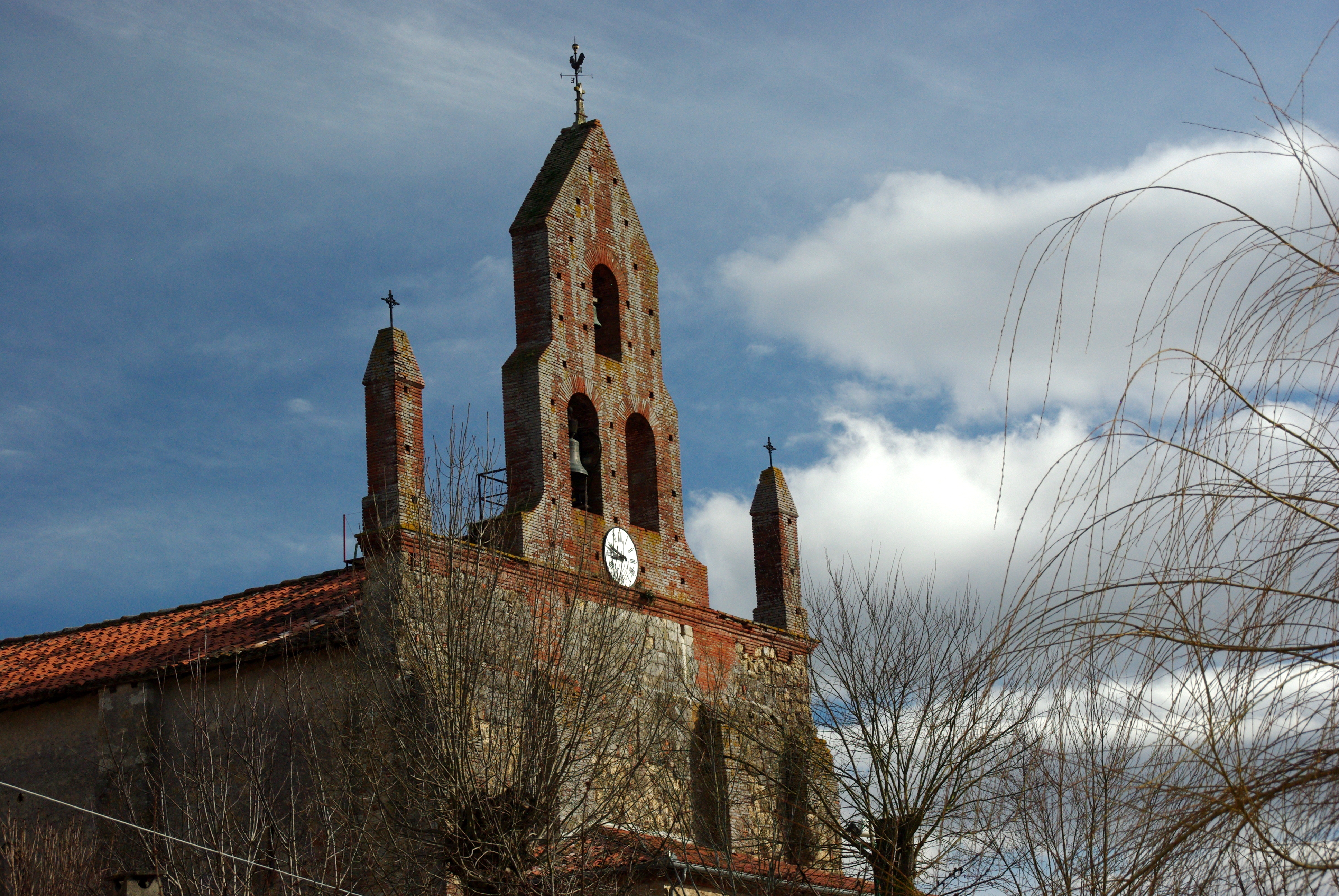
Le clocher-mur à trois arcades.
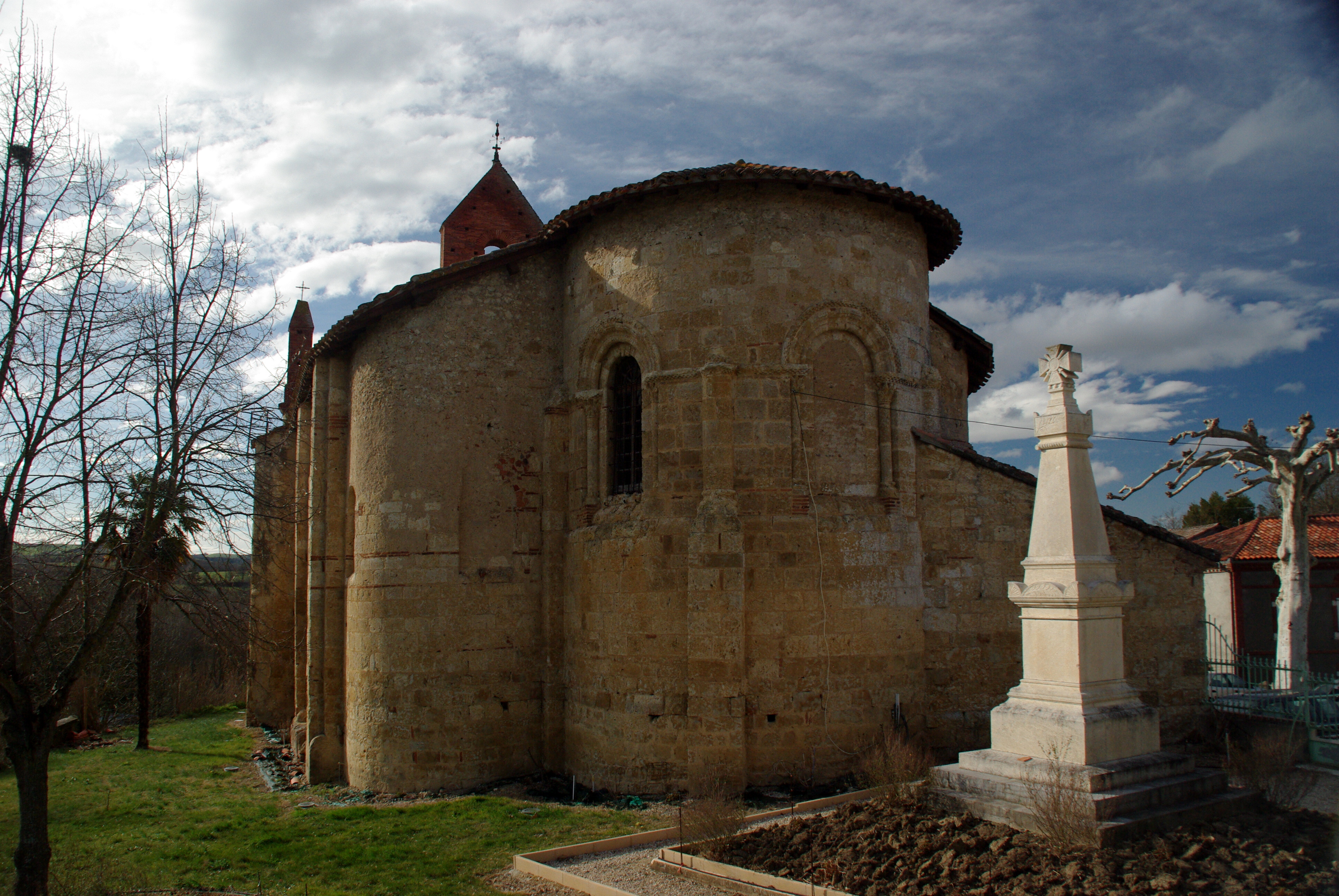
Absides ornées.